# العلاقات الغينية الليبية
العلاقات الغينية الليبية هي العلاقات الثنائية التي تجمع بين غينيا وليبيا.

## مقارنة بين البلدين
هذه مقارنة عامة ومرجعية للدولتين:
| وجه المقارنة                                              | غينيا       | ليبيا                                       |
| --------------------------------------------------------- | ----------- | ------------------------------------------- |
| المساحة (كم2)                                             | 245.86 ألف  | 1.76 مليون                                  |
| عدد السكان (نسمة)                                         | 12.72 مليون | 6.37 مليون                                  |
| الكثافة السكانية (ن./كم²)                                 | 51.74       | 3.62                                        |
| العاصمة                                                   | كوناكري     | طرابلس                                      |
| اللغة الرسمية                                             | لغة فرنسية  | اللغة العربية، اللغة العربية الفصحى الحديثة |
| العملة                                                    | فرنك غيني   | دينار ليبي                                  |
| الناتج المحلي الإجمالي (بليون دولار)                      | 10.50 مليار | 50.98 مليار                                 |
| الناتج المحلي الإجمالي (تعادل القوة الشرائية) بليون دولار | 15.24 مليار | 69.32 مليار                                 |
| الناتج المحلي الإجمالي الاسمي للفرد دولار أمريكي          | 531         |                                             |
| الناتج المحلي الإجمالي للفرد دولار أمريكي                 | 1.22 ألف    | 15.60 ألف                                   |
| مؤشر التنمية البشرية                                      | 0.411       | 0.724                                       |
| رمز المكالمات الدولي                                      | +224        | +218                                        |
| رمز الإنترنت                                              | .gn         | .ly                                         |
| المنطقة الزمنية                                           | 00          | ت ع م+02:00، توقيت شرق أوروبا               |

## منظمات دولية مشتركة
يشترك البلدان في عضوية مجموعة من المنظمات الدولية، منها:
| علم المنظمة | اسم المنظمة                        | تاريخ انضمام غينيا | تاريخ انضمام ليبيا |
| ----------- | ---------------------------------- | ------------------ | ------------------ |
|             | مؤسسة التنمية الدولية              | 26 سبتمبر 1969     | 1 أغسطس 1961       |
|             | يونسكو                             | 2 فبراير 1960      | 27 يونيو 1953      |
|             | وكالة ضمان الاستثمار متعدد الأطراف | 5 أكتوبر 1995      | 5 أبريل 1993       |
|             | الأمم المتحدة                      | 12 ديسمبر 1958     | 14 ديسمبر 1955     |
|             | الاتحاد البريدي العالمي            | ?                  | ?                  |
|             | البنك الدولي للإنشاء والتعمير      | 28 سبتمبر 1963     | 17 سبتمبر 1958     |
|             | منظمة التعاون الإسلامي             | ?                  | ?                  |
|             | منظمة حظر الأسلحة الكيميائية       | ?                  | ?                  |
|             | مؤسسة التمويل الدولية              | 22 أكتوبر 1982     | 18 سبتمبر 1958     |
|             | منظمة الشرطة الجنائية الدولية      | ?                  | ?                  |
|             | الاتحاد الأفريقي                   | 1963               | ?                  |
|             | البنك الإفريقي للتنمية             | ?                  | ?                  |

## وصلات خارجية
- موقع وزارة الخارجية الليبية